# Johann Wember
Johann Wember MSF (* 15. November 1900 in Dortmund, Deutschland; † 4. Mai 1980) war ein deutscher Geistlicher und von 1939 bis 1976 der römisch-katholische Vikar des Apostolischen Vikariates Nord-Norwegen.

## Leben
Johann Wember trat der Ordensgemeinschaft der Missionare von der Heiligen Familie bei und empfing dort am 8. August 1926 die Priesterweihe.
1938 wurde er zum Superior der Mission „Sui Iuris“ von Nord-Norwegen (Norvegia Settentrionale) bestellt. Mit der Erhebung der Mission Sui Iuris von Nord-Norwegen 1944 zur Apostolischen Präfektur wurde er zum Präfekt ernannt und mit der Erhebung zum Apostolischen Vikariat 1955 erfolgte die Bestellung durch Papst Pius XII. zum Apostolischen Vikar von Nord-Norwegen und Ernennung zum Titularbischof von Vasada. Die Bischofsweihe am 15. Mai 1955 spendete ihm Jacob Mangers, Bischof von Oslo; Mitkonsekratoren waren Gulielmus Cobben, Bischof von Helsinki, und Johann Rüth, Apostolischer Vikar von Zentral-Norwegen.
1976 wurde seinem Rücktrittsgesuch durch Paul VI. stattgegeben.